# Фантинати (Падова)
Фантинати је насеље у Италији у округу Падова, региону Венето.
Према процени из 2011. у насељу је живело 62 становника. Насеље се налази на надморској висини од 23 м.